# Biblioteca pubblica statale
In Italia, una biblioteca pubblica statale è una biblioteca gestita direttamente dalla Direzione generale biblioteche e diritto d'autore del Ministero della cultura.

## Funzioni
Gli scopi delle biblioteche statali sono definiti dal Decreto del presidente della Repubblica 5 luglio 1995, n. 417, articolo 2, in materia di "Regolamento recante norme sulle biblioteche pubbliche statali" come segue:
- raccolta e conservazione produzione editoriale italiana a livello nazionale e locale;
- conservazione, accrescimento e valorizzazione delle raccolte storiche;
- acquisizione di produzioni editoriale straniere, coerentemente con le raccolte custodite e le esigenze dell'utenza;
- documentazione del posseduto, fornitura di informazioni bibliografiche e assicurazione della circolazione dei documenti.

## Lista delle biblioteche pubbliche statali italiane
Le biblioteche pubbliche statali sono 46 e sono organizzate secondo le previsioni del Decreto del presidente della Repubblica n. 417/1995, e le disposizioni dell'allegato 2 del Decreto ministeriale 28 gennaio 2020, n. 21, in materia di "Articolazione degli uffici dirigenziali di livello non generale del Ministero". Gli istituti dirigenziali sono retti da dirigenti ministeriali, quelli non dirigenziali da funzionari.
- Biblioteche centrali[3] dotate di autonomia speciale e di livello dirigenziale non generale:

1. Biblioteca Nazionale Centrale di Roma
2. Biblioteca Nazionale Centrale di Firenze

- Biblioteche non centrali dotate di autonomia speciale e di livello dirigenziale non generale:

1. Biblioteca statale annessa alla Chiesa dei Girolamini di Napoli

- Biblioteche di livello dirigenziale non generale:

1. Biblioteca universitaria di Genova
2. Biblioteca nazionale Vittorio Emanuele III di Napoli
3. Biblioteca nazionale universitaria di Torino
4. Biblioteca nazionale Marciana di Venezia

- Biblioteche di livello non dirigenziale unite a uffici di livello dirigenziale (generale o non):[4]

1. Biblioteca nazionale braidense di Milano (unita alla Pinacoteca di Brera)
2. Biblioteca Estense universitaria di Modena (unita alle Gallerie estensi)
3. Biblioteca Palatina di Parma (unita al Complesso della Pilotta)
4. Biblioteca Reale di Torino (unita ai Musei reali)
5. Biblioteca di archeologia e storia dell'arte di Roma (unita a ViVe - Vittoriano e Palazzo Venezia)

- Biblioteche di livello non dirigenziale:

1. Biblioteca Angelica di Roma
2. Biblioteca Casanatense di Roma
3. Biblioteca Marucelliana di Firenze
4. Biblioteca medica statale di Roma
5. Biblioteca Medicea Laurenziana di Firenze
6. Biblioteca nazionale Sagarriga Visconti-Volpi di Bari
7. Biblioteca nazionale di Cosenza
8. Biblioteca nazionale di Potenza
9. Biblioteca Riccardiana di Firenze
10. Biblioteca statale Antonio Baldini di Roma
11. Biblioteca statale Isontina di Gorizia
12. Biblioteca statale di Cremona
13. Biblioteca statale di Lucca
14. Biblioteca statale di Macerata
15. Biblioteca statale Stelio Crise di Trieste
16. Biblioteca di storia moderna e contemporanea di Roma
17. Biblioteca universitaria Alessandrina di Roma
18. Biblioteca universitaria di Cagliari
19. Biblioteca universitaria di Napoli
20. Biblioteca universitaria di Padova
21. Biblioteca universitaria di Pavia
22. Biblioteca universitaria di Pisa
23. Biblioteca universitaria di Sassari
24. Biblioteca Vallicelliana di Roma
25. Biblioteca statale annessa all'Abbazia di Casamari
26. Biblioteca statale annessa all'Abbazia di Farfa
27. Biblioteca statale annessa all'Abbazia di Montecassino
28. Biblioteca statale annessa all'Abbazia di Praglia
29. Biblioteca statale annessa all'Abbazia territoriale della Santissima Trinità di Cava de' Tirreni
30. Biblioteca statale annessa all'Abbazia territoriale di Santa Maria di Grottaferrata
31. Biblioteca statale annessa all'Abbazia territoriale di Santa Maria di Montevergine
32. Biblioteca statale annessa alla Basilica di Santa Giustina di Padova
33. Biblioteca statale annessa alla Certosa di Trisulti
34. Biblioteca statale annessa al Monastero di Santa Scolastica di Subiaco

## Regolamentazione prestiti
Il prestito eseguito dalle biblioteche dello Stato e degli enti pubblici, ai fini esclusivi di promozione culturale e studio personale (Art. 69), non è soggetto ad autorizzazione da parte del titolare del relativo diritto, al quale non è dovuta alcuna remunerazione. Tuttavia esso non risulta comunque del tutto libero da obblighi: è infatti lo Stato a farsi carico della quota da versare annualmente SIAE per i diritti sul prestito.